# Bogreshi
Bogreshi (en georgiano y esvano: ბოგრეში) es un pueblo de Georgia ubicado en el noreste de la región de Mingrelia-Alta Esvanetia, siendo parte del municipio de Mestia.

## Geografía
Bogreshi se encuentra en la confluencia de los ríos Adishchali y Enguri, a 25 km de Mestia. La aldea es parte de la región histórica de Esvanetia.

## Historia
El 15 de agosto de 2019, la expedición arqueológica de la Universidad Estatal de Tiflis encontró un asentamiento que data de los siglos VI-VIII d. C. en el pueblo de Bogreshi.

## Demografía
La evolución demográfica de Bogreshi entre 2002 y 2014 fue la siguiente:
| 128                                             | 79 |
| (Fuente: Population of Georgia in Soviet times) |    |

Según el censo de 2014, los georgianos (esvanos) constituían el 100% de la población.

## Infraestructura

### Arquitectura, monumentos y lugares de interés
En el pueblo hay una torre esvana, torre Dadeshkeliani, que perteneció a los Dadeshkeliani, familia gobernante en Esvanetia (década de 1720-1857). 

### Transporte
La carretera Mestia-Ushguli pasa por el pueblo. 